# Самборсько
Самборсько (пол. Samborsko, нім. Zamborst) — село в Польщі, у гміні Ястрове Злотовського повіту Великопольського воєводства.
Населення — 502 особи (2011).
У 1975-1998 роках село належало до Пільського воєводства.

## Демографія
Демографічна структура станом на 31 березня 2011 року:
|          | Загалом | Допрацездатний вік | Працездатний вік | Постпрацездатний вік |
| -------- | ------- | ------------------ | ---------------- | -------------------- |
| Чоловіки | 250     | 65                 | 170              | 15                   |
| Жінки    | 252     | 70                 | 156              | 26                   |
| Разом    | 502     | 135                | 326              | 41                   |